# 운송주선업
운송주선업이란 자기의 명의로 물건의 운송을 주선하는 영업을 말한다. 주선행위를 하는 점에 있어서 위탁매매와 같고 대리상·중개인 또는 대리인과 다르다. 또 물건의 운송을 주선하므로 여객운송을 주선하는 것은 여기의 운송주선이 아니라 준위탁매매에 속한다. 또한 주선행위를 영업으로 하므로 운송행위 자체를 인수하는 운송업과도 다르다. 운송주선은 위탁매매와 같이 주선계약이므로 민법상의 위임계약에 속하고 이에는 운송주선업에 관한 규정과 위탁매매에 관한 규정이 적용된다. 오늘날 운송주선업의 실무를 보면 물건 도착지에 있어서 세관 통과절차, 운송물의 보관·인도, 해상운송인 또는 보험회사의 대리인과 같은 운송에 부수되는 각종 사무를 처리하고 있으므로 이것은 단순히 물건운송의 주선이라고 할 것이 아니라, 위탁자의 대리인으로서 운송인과 운송계약을 체결하는 때 및 물건운송 계약의 중개를 하는 때까지도 포함하여 개념을 구성할 것이라는 주장도 있다.